# Одверем
Одверем (рум. Odverem) — село у повіті Алба в Румунії. Входить до складу комуни Лопадя-Ноуе.
Село розташоване на відстані 268 км на північний захід від Бухареста, 28 км на північний схід від Алба-Юлії, 60 км на південь від Клуж-Напоки.

## Населення
За даними перепису населення 2002 року у селі проживали 62 особи, з них 61 особа (98,4%) румунів. Рідною мовою 61 особа (98,4%) назвала румунську.